# Croutelle
 Croutelle  es una población y comuna francesa, en la región de Poitou-Charentes, departamento de Vienne, en el distrito de Poitiers y cantón de Poitiers-5.

## Demografía
| 84 | 127 | 151 | 179 | 309 | 251 | 329 | 273 | 280 | 236 | 220 | 229 | 231 | 237 | 234 | 241 | 196 | 197 | 223 | 216 | 174 | 188 | 201 | 222 | 236 | 251 | 313 | 335 | 336 | 452 | 448 | 649 | 678 | 785 |
| Para los censos de 1962 a 1999 la población legal corresponde a la población sin duplicidades (Fuente: INSEE [Consultar]) |     |     |     |     |     |     |     |     |     |     |     |     |     |     |     |     |     |     |     |     |     |     |     |     |     |     |     |     |     |     |     |     |     |